# Альдегиды

Общая структурная формула альдегидов

Альдеги́ды (от лат. alcohol dehydrogenatus — спирт, лишённый водорода) — класс органических соединений, содержащих альдегидную группу (-CHO). ИЮПАК определяет альдегиды как вещества вида R-CHO, в которых карбонильная группа связана с одним атомом водорода и одной группой R.

## Названия альдегидов

### Этимология
Слово альдегид было придумано Юстусом фон Либихом как сокращение латинского alcohol dehydrogenatus — дегидрированный спирт (в некоторых источниках — alcohol dehydrogenatum). Название радикала формил, а также другие однокоренные слова (формальдегид, формиаты), произошли от лат. formica — муравей.

### Тривиальные названия
В популярной и научной литературе можно нередко встретить исторические, или тривиальные, названия альдегидов, которые вследствие сложившейся традиции используются вместо систематических названий. Тривиальные названия обычно происходят от названия соответствующих карбоновых кислот, а также от названия источника, из которого был выделен тот или иной альдегид. Так, например, метаналь называют муравьиным альдегидом, этаналь — уксусным, пентаналь — валериановым альдегидом, цитронеллаль получил своё название, поскольку был выделен из масла цитрусовых.
Исторически сложилось, что парфюмеры называют многие пахучие вещества альдегидами, даже те, которые не имеют ничего общего с ними. Среди таковых, например, персиковый, земляничный и кокосовый альдегид, которые являются не альдегидами, а сложными эфирами или лактонами. Также некоторые альдегиды традиционно называются по числу атомов углерода, хотя, например, персиковый альдегид, обозначаемый как «альдегид C14», на самом деле имеет лишь 11 атомов углерода.

### Систематическая номенклатура
По номенклатуре ИЮПАК названия простых альдегидов образуются от названий соответствующих алканов с добавлением суффикса -аль, а диальдегидов — суффикса -диаль (в данном случае атом углерода альдегидной группы уже входит в состав родоначального алкана). При этом в названии номер при альдегидной группе, как правило, не ставят, поскольку она всегда занимает крайнее положение. Если карбонильная группа не входит в родоначальную структуру (например, если родоначальной структурой является циклический углеводород или гетероцикл), то к названию добавляется суффикс -карбальдегид.
Если в данном соединении альдегидная группа не является старшей, то в таких случаях её обозначают используя приставку формил-, указывая её положение.
В устаревших Женевской (1892) и Льежской (1930) номенклатурах, впоследствии заменённых систематической номенклатурой ИЮПАК, альдегиды обозначались при помощи суффикса -ал.

## Классификация альдегидов
Альдегиды классифицируются следующим образом (в скобках приведены примеры):
- В зависимости от насыщенности углеводородного заместителя:
  - предельные (насыщенные) альдегиды (ацетальдегид);
  - непредельные (ненасыщенные) альдегиды (акролеин);
  - ароматические альдегиды (бензальдегид).
- По числу карбонильных групп:
  - альдегиды с одной карбонильной группой (формальдегид);
  - диальдегиды (глиоксаль);
  - многоатомные альдегиды.

## Нахождение в природе

Структурная формула ретиналя

Пиридоксаль

Альдегидная группа содержится во многих природных веществах, таких, как углеводы (альдозы), некоторые витамины (ретиналь, пиридоксаль). Их следы содержатся в эфирных маслах и часто способствуют их приятному запаху, например, коричный альдегид (в кассиевом масле его может быть до 75 %, а в цейлонском коричном масле даже до 90 %) и ванилин.
Алифатический альдегид СН3(СН2)7С(Н)=О (тривиальное название — пеларгоновый альдегид) содержится в эфирных маслах цитрусовых растений, обладает запахом апельсина, его используют как пищевой ароматизатор.
Цитраль содержится в лемонграссовом и кориандровом маслах (до 80 %), цитронеллаль — в цитронелловом (приблизительно 30 %) и эвкалиптовом, бензальдегид — в масле горького миндаля. Куминовый альдегид содержится в масле тмина, гелиотропин — в масле гелитропа и сирени, анисовый альдегид и жасминальдегид в небольших количествах содержатся во многих эфирных маслах.

## Методы синтеза альдегидов

### Лабораторные методы получения альдегидов

#### Окислительные методы
- Для получения альдегидов в лабораторных условиях часто используется реакция окисления первичных спиртов реагентами, представляющими собой комплексные соединения оксида хрома(VI) с третичными аминами, в частности, лучшими реагентами являются комплекс с пиридином (CrO3 · 2C5H5N, реагент Саррета — Коллинза) и хлорхромат пиридиния (C5H5NH+CrO3Cl-, реагент Кори, PCC). Данные реагенты позволяют получать альдегиды с высоким выходом, а хлорхромат пиридиния также не затрагивает двойную связь. Для этих же целей применяют и другие селективные окислители, например оксид марганца(IV) MnO2, карбонат серебра на цеолите, а также диметилсульфоксид в присутствии основания (окисление по Сверну[англ.])[11].

Периодинан Десса-Мартина

- Реакция окисления периодинаном Десса-Мартина. Первичные спирты при этом селективно окисляются до альдегидов.[12]

{\displaystyle {\mathsf {R{-}CH_{2}OH{\xrightarrow[{DMP}]{}}R{-}CHO}}}
- Как метод получения альдегидов может использоваться восстановительный озонолиз симметричных дизамещённых алкенов либо циклических алкенов (в данном случае реакция приводит к образованию диальдегида). Аналогичное превращение может быть проведено под действием смеси OsO4 и NaIO4[13].

- Также к данному типу реакций относится окисление вицинальных диолов йодной кислотой или тетраацетатом свинца[14].

{\displaystyle {\mathsf {CH_{2}(OH){-}CH_{2}(OH){\xrightarrow[{HIO_{4}}]{}}2CH_{2}O}}}
- Важным методом также является гидроборирование — окисление алкинов, в ходе которого к алкину против правила Марковникова присоединяется диалкилборан (например, дисиамилборан), а полученный продукт окисляется щелочным раствором пероксида водорода, что приводит к образованию альдегида[15].

#### Восстановительные методы
Ряд производных карбоновых кислот (хлорангидриды, сложные эфиры, нитрилы, амиды) могут быть восстановлены до альдегидов под действием специфических восстановителей.
- Так, например, в реакции Розенмунда хлорангидриды восстанавливают под действием водорода на палладиевом катализаторе. Аналогичное превращение можно провести под действием три(трет-бутокси)алюмогидрида лития[17].

- Сложные эфиры селективно восстанавливаются до альдегидов под действием диизобутилалюминийгидрида[18].

#### Синтез ароматических альдегидов
Ароматические альдегиды могут быть синтезированы принципиально отличными методами, основанными на реакциях ароматического электрофильного замещения.
- Альдегидную группу можно ввести в ароматические соединения реакциями Гаттермана, Гаттермана — Коха, Вильсмейера — Хаака, Рихе и Раймера — Тимана. Исторически первая реакция Гаттермана — Коха (1897) применима к бензолу и его алкилзамещённым производным, которые вступают в реакцию с оксидом углерода(II) CO и хлороводородом HCl в присутствии AlCl3 и CuCl, давая соответствующие бензальдегиды (альдегидная группа вводится в пара-положение). Улучшенный метод (реакция Гаттермана) состоит в использовании цианида цинка Zn(CN)2 и соляной кислоты и позволяет формилировать фенолы и гетероароматические соединения. Для формилирования фенолов также используется реакция Раймера — Тимана. Введение альдегидной группы в ароматические ядра, активированные гидроксильной, алкоксильной или диалкиламинной группой, осуществляется по реакции Вильсмейера — Хаака с использованием диметилформамида и хлорокиси фосфора (или аналогичных реагентов)[19].

- Также ароматические альдегиды могут быть получены окислением метилзамещённых бензолов под действием ряда окислителей, в том числе оксида хрома(VI) CrO3, оксида марганца(IV) MnO2 и нитрата церия — аммония[англ.][20].
- Реакция Соммле позволяет окислять бензилгалогениды ArCH2X под действием уротропина с последующим гидролизом образующейся соли до альдегида. Данная реакция применима для синтеза разнообразных ароматических и гетероциклических альдегидов. Подобное превращение можно осуществить, также окисляя бензилгалогениды солями 2-нитропропана[20].

- Ароматические альдегиды можно получать из производных ароматических карбоновых кислот общими методами, однако существуют и специфические реакции. Например, реакция Стефена позволяет восстанавливать ароматические нитрилы хлоридом олова(II) SnCl2 с последующим гидролизом, что приводит к ароматическому альдегиду[20].

#### Другие методы
Альдегиды также можно получать реакциями гидратации алкинов (реакция Кучерова), пиролизом карбоновых кислот и их смесей в виде паров над оксидами некоторых металлов (ThO2, MnO2, CaO, ZnO) при 400—500 °C, гидролизом геминальных дигалогенопроизводных (если атомы галогена находятся у одного из крайних атомов углерода) и другими реакциями.

### Промышленные методы получения альдегидов
Известно много методов синтеза альдегидов, однако их использование в промышленности зависит во многом от доступности исходного сырья. Основными промышленными методами получения насыщенных алифатических альдегидов являются:
- гидроформилирование алкенов (оксосинтез);
- дегидрирование или окисление первичных спиртов;
- гидратация ацетилена;
- окисление этилена;
- окисление насыщенных углеводородов (С3, С4).

Также большое значение имеют некоторые специфические синтезы альдегидов, широко применяемых в парфюмерной промышленности.
Оксосинтез является наиболее важным процессом для получения альдегидов с тремя атомами углерода и выше. В этой реакции алкены реагируют с синтез-газом (CO + H2) с образованием альдегида, содержащего на один атом углерода больше, чем исходный алкен. При использовании несимметричных алкенов образуется смесь продуктов, соотношение которых можно варьировать путём подбора катализатора.
Среди процессов отщепления водорода от первичных спиртов различают дегидрирование, окисление и окислительное дегидрирование. Дегидрирование спиртов проводят при атмосферном давлении и температуре 250—400 °С в присутствии медного или серебряного катализатора. В ходе процесса выделяется водород, который можно использовать без очистки в других процессах. Дегидрирование имеет коммерческое значение в получении уксусного альдегида из этанола: реакцию проводят при 270—300 °С на медном катализаторе, активированном церием, при этом за цикл превращается 25—50 % этанола с селективностью 90—95 %. Побочными продуктами являются этилацетат, этилен, кротоновый альдегид и высшие спирты. Окисление спиртов проводится в избытке воздуха или кислорода при 350—450 °С на катализаторе, содержащем оксиды железа и молибдена. Процесс используется в производстве формальдегида. Данные процессы также применяются в синтезе душистых альдегидов.
Окисление алкенов является основным промышленным методом получения ацетальдегида и акролеина. В первом случае окислению подвергается этилен в присутствии хлоридов палладия и меди Вакер-процесс .
{\displaystyle {\mathsf {CH_{2}{\text{=}}CH_{2}+PdCl_{2}+H_{2}O\rightarrow CH_{3}CHO+Pd+2HCl}}}
{\displaystyle {\mathsf {Pd+2CuCl_{2}\rightarrow PdCl_{2}+2CuCl}}}
{\displaystyle {\mathsf {4CuCl+4HCl+O_{2}\rightarrow 4CuCl_{2}+2H_{2}O}}}
Процесс получения ацетальдегида, основанный на гидратации ацетилена, в последнее время потерял былое значение. Последние фабрики в Западной Европе, синтезирующие ацетальдегид по данной схеме, были закрыты в 1980 году. Причиной этому послужила бо́льшая доступность этилена в качестве сырья, а также токсичность катализатора — сульфата ртути.
Ежегодное мировое производство формальдегида (по данным на 1996 год) составило 8,7·106 т, ацетальдегида (на 2003 год) — 1,3·106 т.
Основным методом получения бензальдегида является гидролиз бензальхлорида в кислой или щелочной средах. В качестве гидролизующих агентов могут применяться гидроксид кальция, карбонат кальция, гидрокарбонат натрия, карбонат натрия, а также различные кислоты с добавлением солей металлов. Исходное сырьё, в свою очередь, получают при хлорировании толуола в боковую цепь. Менее распространённый процесс основан на частичном окислении толуола.

## Физические свойства альдегидов
Формальдегид представляет собой газообразное при комнатной температуре вещество. Альдегиды до С12 — жидкости, а альдегиды нормального строения с более длинным неразветвлённым углеродным скелетом являются твёрдыми веществами.
Температуры кипения альдегидов с неразветвлённым строением углеродной цепи выше, чем у их изомеров. Например, валериановый альдегид кипит при 100,4 °C, а изовалериановый — при 92,5 °C. Они кипят при более низких температурах, чем спирты с тем же числом углеродных атомов, например, пропионовый альдегид кипит при 48,8 °C, а пропанол-1 при 97,8 °C. Это показывает, что альдегиды, в отличие от спиртов, не являются сильно ассоциированными жидкостями. Данное свойство используется в синтезе альдегидов путём восстановления спиртов: поскольку температура кипения альдегидов в целом ниже, они могут быть легко отделены и очищены от спирта перегонкой. В то же время их температуры кипения намного выше, чем у углеводородов с той же молекулярной массой, что связано с их высокой полярностью.
Вязкость, плотность и показатель преломления при 20 °C увеличиваются с увеличением молярной массы альдегидов. Низшие альдегиды являются подвижными жидкостями, а альдегиды от гептаналя до ундеканаля имеют маслообразную консистенцию.
Формальдегид и ацетальдегид практически неограниченно смешиваются с водой, однако, с ростом длины углеродного скелета, растворимость альдегидов в воде сильно уменьшается, например, растворимость гексаналя при 20 °С составляет лишь 0,6 % по массе. Алифатические альдегиды растворимы в спиртах, простых эфирах и других распространённых органических растворителях.
Низшие альдегиды имеют резкий запах, а высшие гомологи (С8-С13) являются компонентами многих парфюмерных изделий.
| Название             | Формула                      | Температура плавления, °C | Температура кипения, °C | Плотность, г/см³ (при 20 °C) |
| -------------------- | ---------------------------- | ------------------------- | ----------------------- | ---------------------------- |
| Формальдегид         | HCHO                         | −93                       | −21                     | 0,82 (при –30 °С)            |
| Ацетальдегид         | CH3CHO                       | −123                      | 21                      | 0,778                        |
| Пропаналь            | CH3CH2CHO                    | −81                       | 49                      | 0,797                        |
| Бутаналь             | CH3CH2CH2CHO                 | −99                       | 76                      | 0,803                        |
| Акролеин             | CH2=CH–CHO                   | −88                       | 53                      | 0,841                        |
| Кротоновый альдегид  | CH3-CH=CH–CHO                | −74                       | 104                     | 0,852                        |
| Бензальдегид         | C6H5CHO                      | −56                       | 179                     | 1,05                         |
| Салициловый альдегид | о-HO–C6H4CHO                 | 2                         | 197                     | 1,16                         |
| Ванилин              | Структурная формула ванилина | 82                        | 285                     | —                            |

## Строение
Атом углерода в карбонильной группе находится в состоянии sp2-гибридизации. Углы R-C-H, R-C-O и H-C-O составляют приблизительно 120° (где R — алкил).
Двойная связь карбонильной группы сходна по физической природе с двойной связью между углеродными атомами, однако в то же время энергия связи С=О (749,4 кДж/моль) больше, чем энергия двух простых связей (2×358 кДж/моль) C-O. С другой стороны, кислород является более электроотрицательным элементом, чем углерод, и потому электронная плотность вблизи атома кислорода больше, чем вблизи атома углерода. Дипольный момент карбонильной группы составляет ~9⋅10−30 Кл·м. Длина связи С=О составляет 0,122 нм.
Поляризация двойной связи «углерод-кислород» по принципу мезомерного сопряжения позволяет записать следующие резонансные структуры:
Подобное разделение зарядов подтверждается физическими методами исследования и во многом определяет реакционную способность альдегидов как выраженных электрофилов и позволяет им вступать в многочисленные реакции нуклеофильного присоединения.

## Химические свойства
Высокая реакционная способность связана с наличием полярной связи С=О. Альдегиды являются жёсткими основаниями Льюиса и, в соответствии с этим, атом кислорода в них может координироваться с жёсткими кислотами: H+, ZnCl2, BF3, AlCl3 и т. д. В общем случае химические свойства альдегидов аналогичны кетонам, однако альдегиды проявляют бо́льшую активность, что связано с большей поляризацией связи. Кроме того, для альдегидов характерны реакции, не характерные для кетонов, например гидратация в водном растворе.

### Реакции присоединения к карбонильной группе
Альдегиды содержат поляризованную карбонильную группу и склонны присоединять нуклеофильные реагенты, как нейтральные (аммиак, амины, воду, спирты, тиолы и др.), так и анионные (цианид-ион CN-, алкоголяты, гидрид-ион H-, карбанионы и др.). За исключением реакций восстановления гидридами типа алюмогидрида лития LiAlH4, а также взаимодействия с реактивами Гриньяра, данные процессы являются обратимыми. Необходимо также различать два типа обратимых реакций присоединения: первый тип приводит к образованию тетраэдрического продукта присоединения, а второй тип включает в себя также последующую реакцию дегидратации, в результате которой происходит образование двойной связи между электрофильным атомом углерода и нуклеофилом. Реакции второго типа характерны, в основном, для азотсодержащих нуклеофилов.
В данных реакциях альдегиды являются более реакционноспособными по сравнению с кетонами. Это связано с большей термодинамической устойчивостью кетонов, а также меньшими пространственными затруднениями в случае присоединения к альдегидам.
Простейшей модельной реакцией данного типа является реакция гидратации альдегидов, протекающая в их водных растворах. Согласно правилу Эльтекова — Эрленмейера, образующиеся при этом 1,1-диолы неустойчивы и с отщеплением молекулы воды превращаются обратно в исходные карбонильные соединения. Гидратация наблюдается в существенной степени лишь для низших альдегидов. Так, формальдегид гидратирован на 99,999 %, ацетальдегид — на 58 %. Когда положительный заряд на атоме углерода увеличивается в достаточной степени за счёт связанных с ним радикалов, 1,1-диолы становятся устойчивыми и могут быть выделены (например, хлораль легко присоединяет воду с образованием устойчивого аддукта — хлоральгидрата). Реакция гидратации катализируется как кислотами, так и основаниями.
Подобным образом протекает и реакция присоединения спиртов по карбонильной группе, имеющая важное значение в органическом синтезе для защиты карбонильной группы. Первичный продукт присоединения называется полуацеталем, далее под действием кислоты он превращается в ацеталь. При стоянии альдегиды также образуют циклические или полимерные ацетали (например, триоксан или параформ для формальдегида и паральдегид для ацетальдегида). При нагревании этих соединений со следовыми количествами кислот происходит деполимеризация и регенерация исходных альдегидов.
Аналогичные превращения происходят также с участием серосодержащих аналогов спиртов — тиолов; они приводят, соответственно, к тиоацеталям, также играющим важную роль в тонком органическом синтезе.
Альдегиды могут присоединять циановодород HCN с образованием циангидринов, применяемых в органическом синтезе для получения α,β-ненасыщенных соединений, α-гидроксикислот, α-аминокислот. Данная реакция также является обратимой и катализируется основаниями. В лабораторных условиях циановодород (т. кип. 26 °C) обычно получают действием эквивалентного количества минеральной кислоты на цианид натрия или калия.
Относительно небольшие пространственные затруднения при присоединении нуклеофилов к альдегидам позволяют превращать их в бисульфитные производные под действием большого избытка гидросульфита натрия NaHSO3. Данные соединения представляют собой кристаллические вещества и часто используются для выделения, очистки или хранения соответствующих альдегидов, поскольку последние могут быть легко из них регенерированы под действием кислоты или основания.
Реакция альдегидов с магний- и литийорганическими соединениями приводит к образованию вторичных спиртов (в случае формальдегида — первичных). Процесс может осложняться побочными реакциями енолизации и восстановления карбонильного соединения, которые приводят к снижению выхода. При использовании литийорганических соединений эти помехи удаётся устранить.
При реакции альдегидов с первичными и вторичными аминами происходит образование иминов и енаминов соответственно. В основе обеих реакций лежит присоединение нуклеофильных реагентов по карбонильной группе с последующим отщеплением воды от полученного тетраэдрического интермедиата. Реакция образования иминов требует кислотного катализа и наиболее эффективно протекает в области pH от 3 до 5. Для получения енаминов с удовлетворительным выходом необходимо применять азеотропную отгонку воды, что позволяет сместить равновесие в сторону образования продукта. Обычно в качестве вторичных аминов используют циклические амины (пирролидин, пиперидин или морфолин).
Аналогичным образом альдегиды реагируют с гидроксиламином, гидразином, 2,4-динитрофенилгидразином, семикарбазидом и другими подобными соединениями. Большинство получаемых при этом соединений являются кристаллическими и могут быть использованы для идентификации альдегидов по температуре плавления и другим характеристикам. Также эти соединения находят применение в органическом синтезе, например, гидразоны могут быть восстановлены по реакции Кижнера — Вольфа.

### Реакции сопряжённого присоединения

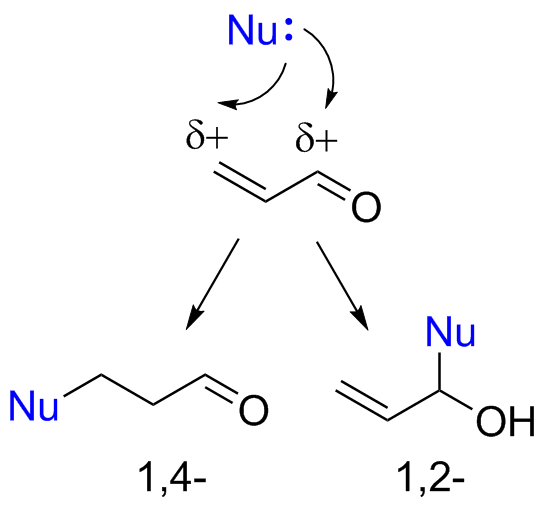
Присоединение к α,β-ненасыщенным альдегидам может протекать с образованием 1,2- и 1,4-продуктов

Присоединение нуклеофильных реагентов к α,β-ненасыщенным альдегидам может протекать как по карбонильной группе, так и по «четвёртому» положению сопряжённой системы. Причина этого заключается в том, что двойная углерод-углеродная связь поляризуется под действием полярной карбонильной группы (мезомерный эффект), и дальний от карбонильной группы атом углерода двойной связи приобретает частичный положительный заряд. Реакция нуклеофила с данным атомом углерода называется сопряжённым присоединением, или 1,4-присоединением. Присоединение к карбонильной группе по аналогии называют 1,2-присоединением. Формальным результатом 1,4-присоединения является присоединение нуклеофила по углерод-углеродной двойной связи. Во многих случаях 1,2- и 1,4-присоединение являются конкурирующими реакциями, однако иногда удаётся проводить селективные реакции с получением продуктов 1,2- либо 1,4-присоединения.
Присоединение первичных и вторичных аминов к α,β-ненасыщенным альдегидам протекает в мягких условиях и приводит к образованию 1,4-продукта. Напротив, в случае циановодорода наблюдается конкурентное образование обоих продуктов с преобладанием продукта 1,2-присоединения. Чтобы в данной реакции исключить возможность 1,2-присоединения, используют специальный реагент — диэтилалюминийцианид (C2H5)2AlCN.
Литийорганические соединения присоединяются исключительно по карбонильной группе, давая аллиловые спирты. Сопряжённое присоединение проводят под действием медьорганических реагентов — диалкилкупратов, которые позволяют ввести в карбонильное соединение не только первичную, но также вторичную или третичную алкильную, алкенильную или арильную группу. Магнийорганические реагенты (реактивы Гриньяра), полученные из магния сверхвысокой чистоты, также присоединяются с образованием 1,2-продуктов, в то время как обыкновенные реактивы Гриньяра, предположительно из-за примесей других металлов (например, меди и железа) вступают и в 1,2-, и в 1,4-присоединение, что регулируется пространственными факторами. В настоящее время магнийорганические реагенты утратили своё значение в данной области.
Борорганические соединения (триалкилбораны) реагируют с непредельными альдегидами, давая продукты 1,4-присоединения

### Реакции α-метиленового звена
Альдегиды вступают в реакцию с галогенами (хлором, бромом или иодом), образуя галогенпроизводные, при этом галогенирование осуществляется исключительно в α-положение (в положение, соседнее с карбонильной группой).
Альдегиды проявляют свойства слабых кислот: под действием оснований они способны отщеплять протон от α-метиленовой группы, превращаясь в енолят-ион. Обычно для достаточно полного депротонирования используют сильные основания (гидрид натрия, гидрид калия, диизопропиламид лития и др.) в апротонных растворителях (тетрагидрофуран, ДМСО). Превращение карбонильной формы альдегидов в енольную форму протекает и в отсутствие сильных оснований. Образующиеся при этом енолы, как правило, намного менее стабильны, чем карбонильная форма, например, для ацетальдегида константа равновесия — только 6⋅10−5 при комнатной температуре). Данное равновесие, существующее между карбонильной и енольной формами называется кето-енольной таутомерией.
Благодаря способности образовывать енолят-ионы альдегиды вступают в ряд химических реакций, где эти частицы выступают как нуклеофилы. В частности, для них характерны реакции конденсации. В слабоосновной среде (в присутствии ацетата, карбоната или сульфита калия) подвергаются альдольной конденсации, в ходе которой часть молекул альдегида выступает как карбонильная компонента (реагирует карбонильной группой), а часть молекул альдегида под действием основания превращается в енолят-ионы и выступает как метиленовая компонента (вступает в реакцию α-метиленовым звеном). Образующийся альдоль при нагревании отщепляет воду с образованием α,β-непредельного альдегида (переход от предельного альдегида к непредельному через альдоль называется кротоновой конденсацией или альдольно-кротоновой конденсацией).
При реакции между двумя разными альдегидами образуется смесь четырёх различных альдолей. Исключение составляют случаи, когда разделение реагентов на карбонильную и метиленовую компоненту очевидно (например, один из альдегидов не содержит α-метиленового звена и может выполнять роль только карбонильной компоненты). Разработаны также методы повышения селективности подобных реакций. Перекрёстная конденсация ароматических альдегидов с кетонами, получила название реакции Кляйзена — Шмидта. Известны также схожие реакции альдегидов: реакция Кнёвенагеля, реакция Тищенко, реакция Перкина, бензоиновая конденсация и другие.

### Реакции окисления
Окисление альдегидов до соответствующих карбоновых кислот кислородом протекает по радикально-цепному механизму (автоокисление) с образованием промежуточных продуктов — пероксокислот.
Альдегиды легко окисляются до соответствующих карбоновых кислот под действием разнообразных окислителей. Наиболее часто используются перманганат калия, а также реагент Джонса (CrO3 + H2SO4), который даёт наилучшие результаты (в течение короткого времени при низкой температуре достигается более чем 80%-ый выход карбоновой кислоты). Реагент Джонса также не лишён недостатков, в частности, он недостаточно селективен и окисляет другие функциональные группы, а кислая среда способствует нежелательной изомеризации или разложению субстрата.
Избежать этих проблем можно при использовании более мягкого окислителя — реактива Толленса (аммиачного раствора оксида серебра), который не затрагивает кратные связи и гидроксильные группы спиртов. Эта реакция широко применяется для обнаружения альдегидов (реакция «серебряного зеркала»).
Окисление метиленовых групп в α-положении альдегидов диоксидом селена приводит к образованию 1,2-дикарбонильных соединений.
Альдегиды медленно окисляются на воздухе при комнатной температуре. Этот радикальный процесс ускоряется при облучении или в присутствии ионов Fe2+. Ароматические альдегиды подвергаются окислению легче, чем алифатические. Данная реакция не имеет синтетического значения, однако её протекание необходимо учитывать при хранении альдегидов: желательно хранить их в темноте и инертной атмосфере.
Ароматические альдегиды также окисляются до карбоновых кислот или сложных эфиров фенолов (реакция Байера — Виллигера) под действием надкислот, причём соотношение продуктов зависит как от заместителей в ароматическом ядре, так и от кислотности среды.

### Реакции восстановления
Альдегиды можно восстанавливать до первичных спиртов. Наиболее распространённые методы восстановления включают реакции с комплексными гидридами: боргидридом натрия NaBH4, боргидридом лития LiBH4 и алюмогидридом лития LiAlH4. Чуть реже применяется боргидрид цинка B2H8Zn.
Боргидрид натрия является более избирательным реагентом и позволяет восстанавливать карбонильную группу альдегидов и кетонов, не затрагивая сложноэфирные, нитрильные, амидные, лактонные и оксирановые группы. Он также не восстанавливает изолированную двойную углерод-углеродную связь. Алюмогидрид лития менее селективен и восстанавливает перечисленные выше функциональные группы, поэтому восстановление альдегидов с его применением возможно только в отсутствие этих групп.
Историческую роль играет реакция Меервейна — Пондорфа — Верлея, в которой в качестве восстановителя используется изопропилат алюминия. В настоящее время этот метод вытеснен более эффективной реакцией восстановления альдегидов и кетонов изопропиловым спиртом в присутствии окиси алюминия.
Алифатические альдегиды обычно не гидрируют на палладиевых катализаторах, но для этих целей можно использовать рутений на угле, никель Ренея или платину.

### Альдегиды как основания Льюиса
В соответствии с наличием неподелённых электронных пар атома кислорода карбонильной группы альдегиды являются жёсткими основаниями Льюиса и, в соответствии с этим, атом кислорода в них может координироваться с жёсткими кислотами: H+, ZnCl2, BF3, AlCl3 и т. д.. В кислой среде альдегиды протонируются с образованием оксониевого катиона. Альдегиды являются очень слабыми основаниями, намного более слабыми, чем вода и спирты, но тем не менее эти свойства играют исключительно важную роль в химических реакциях.

### Другие реакции
Альдегиды, не имеющие атомов водорода при α-углеродном атоме (то есть имеющие общую формулу R3CCHO) под действием водно-спиртового раствора щёлочи вступают в реакцию Канниццаро, в которой одновременно выступают в роли окислителя и восстановителя. Сфера применения данного процесса расширяется за счёт перекрёстной реакции Канниццаро, протекающей между ароматическим альдегидом и формальдегидом в присутствии щёлочи. При этом восстановителем является формальдегид, а другой альдегид восстанавливается до соответствующего спирта.
Альдегиды могут вступать в реакции с илидами фосфора по реакции Виттига, образовывая алкены с заданной конфигурацией двойной связи (как правило, образуются Z-алкены, но разработаны и модификации, позволяющие получать E-алкены). В данное время это один из лучших методов региоспецифического синтеза алкенов.
Также альдегиды взаимодействуют с илидами серы, давая оксираны (реакция Кори — Чайковского).
Альдегиды подвергаются реакции декарбонилирования в присутствии некоторых комплексов переходных металлов, например, катализатора Уилкинсона.

## Химические методы идентификации альдегидов

### Качественный анализ карбонильных групп
- Тест Бреди — 2,4-динитрофенилгидразин с альдегидами даёт жёлтый, оранжевый (если альдегид алифатический) или красный (если альдегид ароматический) осадок:

RCHO + C6H3(NO2)2NHNH2 → C6H3(NO2)2NHNCHR + H2O
- Реакция «серебряного зеркала» и реакция с фелинговой жидкостью предназначена для распознавания альдегидов и кетонов — альдегиды окисляются до карбоновых кислот, кетоны с этими реагентами не реагируют.
- Реакция с гидроксидом меди (II), происходящая при нагревании, при этом альдегиды окисляются до карбоновых кислот, а гидроксид меди (II) восстанавливается до оксида меди (I)[51][52]:

RCHO + 2Cu(OH)2 → RCOOH + Cu2O + 2H2O
- Реактив Шиффа (фуксинсернистая кислота) реагирует с альдегидами с образованием яркоокрашенного фиолетового продукта[53]:

### Количественный анализ альдегидов
- При действии хлорида гидроксиламиния образуется соответствующий альдоксим и выделяется эквивалентное количество хлоридной кислоты. Выделившуюся после реакции кислоту титруют щелочью; индикатор — раствор бромфенолового синего (окраска раствора изменяется от жёлто-зелёной до фиолетово-синей)[54]:

{\displaystyle {\mathsf {[NH_{3}OH]Cl+RCOH\rightarrow RCH{=}N{-}OH+H_{2}O+HCl}}}
- В аналитической практике используется окисление альдегидов и кетонов йодом в щелочной среде. Йод добавляют в избытке, а затем избыток его оттитровывают тиосульфатом натрия[54]:

{\displaystyle {\mathsf {RCHO+I_{2}+3NaOH\rightarrow RCOONa+2NaI+2H_{2}O}}}
{\displaystyle {\mathsf {I_{2}+2Na_{2}S_{2}O_{3}\rightarrow 2NaI+Na_{2}S_{4}O_{6}}}}

## Спектральные методы анализа альдегидов

### ИК-спектроскопические методы анализа альдегидов
Альдегиды легко идентифицировать по ИК-спектру — он содержит специфические полосы поглощения, относящиеся к валентным колебаниям связи C-H в альдегидной группе: два острых пика, расположенные далеко за пределами области поглощения, характерной для связей C-H обычного типа. Кроме того, в ИК-спектрах альдегидов обычно присутствуют полосы поглощения, обусловленные валентными колебаниями связей С=O и C-H: νС=O=1725-1685 см−1, νС-H=2850; 2750 см−1.

### Масс-спектрометрические методы анализа альдегидов
Масс-спектры альдегидов имеют довольно выраженный молекулярный ион, хотя его содержание может быть довольно низким. Потеря алкильных радикалов приводит к образованию ацил-катионов. Для них особенно характерны α- и β-расщепление и перегруппировка Мак-Лафферти. Для альдегидов с подвижным γ-атомом H и не содержащих заместителя у α-углерода характерен пик m/z=44, а для содержащих заместитель появляется интенсивный пик замещённого иона с m/z=44+12n.

### ЯМР-спектроскопические методы анализа альдегидов
В 1Н ЯМР-спектре альдегида наиболее характеристичным является сигнал формильного протона, обычно расположенный в наиболее слабом поле в области δ 9,4—10,1 м д. (9,4-9,7 -алифатические, 9,6-10,1 -ароматические). Сигнал альдегидной группы в 13C ЯМР-спектре расположен в области 182—215 м д..

### УФ-спектроскопические методы анализа альдегидов
Два максимума поглощения от р до р* (<200 нм) и от n до р* (> 200 нм).

### Электронно-спектроскопические методы анализа альдегидов
Электронные спектры содержат полосы с λмакс 290 нм для RCHO (R=CH3, C2H5, C3H7), 345 нм для акролеина и 327 для кротонового альдегида.

## Биологическое действие
Токсичны. Способны накапливаться в организме. Кроме общетоксического, обладают раздражающим и нейротоксическим действием. Эффект зависит от молекулярной массы: чем она больше, тем слабее раздражающее, но сильнее наркотическое действие, причём ненасыщенные альдегиды токсичнее насыщенных. Некоторые обладают канцерогенными свойствами.
Альдегиды раздражают слизистые оболочки глаз и верхних дыхательных путей, вредно влияют на нервную систему. С увеличением числа атомов углерода в молекуле раздражающее действие ослабевает. Ненасыщенные альдегиды обладают более сильным раздражающим действием, чем насыщенные.
Ацетальдегид СН3СНО вызывает возбуждение, сменяющееся наркозом. Он является промежуточным продуктом метаболизма этилового спирта в организме. Действие тримера этого альдегида — паральдегида (С2Н4O)3 — сильнее и продолжительнее, в то время как тетрамер — метальдегид (С2Н4O)4 — является более токсичным. Удлинение алкильного радикала в молекуле альдегида приводит к усилению физиологической активности, но вместе с этим возрастает и токсичность.
Введение галогена в молекулу альдегида повышает его наркотическое (снотворное) действие. Так, наркотические свойства хлораля более выражены, чем у ацетальдегида. Альдегидная группа усиливает токсичность вещества, но она может быть значительно снижена путём образования гидратной формы альдегида. Гидратные формы мало токсичны, в такой форме хлораль применяется в медицине под названием хлоралгидрата, проявляющего снотворное действие. Введение гидроксильных групп в молекулу альдегида или конденсация их с образованием альдолей существенно снижает реакционную способность, а также физиологическую активность соединений. Так, сахара представляют собой фармакологически инертные вещества. Большинство ароматических альдегидов имеет низкую токсичность, так как они легко окисляются до соответствующих кислот, которые обычно довольно инертны.
Лекарственные препараты, содержащие в молекуле альдегидную группу, и их основное действие на организм
| Название                | Действие на организм          |
| ----------------------- | ----------------------------- |
| Формальдегид (формалин) | Антисептическое               |
| Хлоральгидрат           | Снотворное, противосудорожное |
| Цитраль                 | Снижает артериальное давление |
| Циминаль                | Противомикробное              |

## Применение

Важнейшие альдегиды и родственные соединения. Альдегидная (формильная группа) обозначена красным. Слева направо: (1) формальдегид, (2) его тример, (3) ацетальдегид и (4) его енол виниловый спирт, (5) глюкоза, (6) ароматизатор коричный альдегид, (7) пигмент ретиналь и (8) витамин пиридоксаль

Из всех альдегидов больше всего производится формальдегида (около 6 млн тонн/год). Он, в основном, используется в производстве смол — бакелита, галалита (в сочетании с мочевиной, меламином и фенолом), для дубления кож, протравливания зерна. Также из него синтезируют лекарственные средства (уротропин) используют как консервант биологических препаратов (благодаря способности свертывать белок). Он является предшественником метилендифенилдиизоцианата, использующегося в производстве полиуретанов и гексогена (довольно сильной взрывчатки).
Второй по масштабам производства альдегид — масляный альдегид (получают около 2,5 млн тонн/год методом гидроформилирования). Некоторые альдегиды синтезируют только в небольших масштабах (менее 1000 тонн / год) и используют в качестве ингредиентов в парфюмерии и ароматов (в основном альдегиды с числом атомов углерода от 8 до 12). Например, это коричный альдегид и его производные — цитраль и лилиаль.
Ацетальдегид используется для синтеза уксусной кислоты, этилового спирта, бутадиена для получения производных пиридина, пентаэритрита и кротонового альдегида, а также при синтезе поливинилацетата и пластмасс.
Альдегиды применяют для синтеза спиртов (бутиловых, 2-этилгексанола, пентаэритрита), карбоновых кислот, полимеров, антиоксидантов, пиридиновых оснований.